# Hr.Ms. Bloys van Treslong (1982)
De Hr.Ms. Bloys van Treslong (F824) was een Nederlands s-fregat van de Kortenaerklasse. Het schip is het tweede schip van de Nederlandse marine dat vernoemd is naar een 16e-eeuwse Nederlandse aanvoerder van de watergeuzen Bloys van Treslong. De Bloys van Treslong werd, net als de meeste fregatten van de Kortenaerklasse, verkocht aan Griekenland.

## In Griekse dienst
Bij de Griekse marine doet het schip, op 19 november 2004 in dienst genomen, als HS Nikiforos Fokas (F466). Het schip is vernoemd naar de Byzantijnse admiraal Nikiforos Fokas. Het schip is het eerste schip dat bij de Griekse marine vaart onder de naam Nikiforos Fokas en het eerste schip dat is vernoemd naar een Byzantijnse admiraal.